# サール＝ユニオン
サール＝ユニオンまたはサリュニオン（Sarre-Union、ドイツ語:Saarunion、アルザス語:Buckenum）は、フランス、グラン・テスト地域圏、バ＝ラン県のコミューン。

## 地理
自然区分上の地方であるアルザス＝ボシュ（fr）に属する。

## 歴史
1794年、サール＝ユニオンはザール川両岸にあるブケノム（Bouquenom）、ヴィル＝ヌーヴ・ド・サールヴェルダン（Ville-Neuve de Sarrewerden）の2つのコミューンが合併して誕生した。国民公会時代の名はサール＝ユニオン（Saar-Union）であった。第一次世界大戦後にフランス語のつづりに改められ、現在の名となった。
最後のザールヴェルダン伯が死んだとき、ブケノムはメールス伯爵の封土、その後ルター派の首領でこの地に新教を導入することになるナッサウ＝ザールブリュッケン家の領土として与えられた。
1629年にロレーヌ公フランソワ2世がまちを占領したとき、彼はまちのカトリック信仰を復活させている。
三十年戦争は恐るべき荒廃と絶え間無い軍の侵攻で地方全体が疲弊した。サール＝ユニオンの城も破壊された。1697年にブケノムもサールヴェルダンもロレーヌ公領に組み込まれ、ナッサウ＝ザールブリュッケン家は新たな本拠地としてヴィル＝ヌーヴ・ド・サールヴェルダンを建設した。最後のロレーヌ公スタニスワフ・レシチニスキが1766年に死ぬと、ブケノムはフランス領となった。ナッサウ＝ザールブリュッケン侯爵ルートヴィヒの失策によってヴィル＝ヌーヴ・ド・サールヴェルダンもフランスに併合された。宗教上の理由から、1793年2月14日にこの地域はバ＝ラン県となった。

## 人口統計
| 1962年 | 1968年 | 1975年 | 1982年 | 1990年 | 1999年 | 2006年 | 2007年 |
| ------ | ------ | ------ | ------ | ------ | ------ | ------ | ------ |
| 2645   | 2965   | 3130   | 3169   | 3159   | 3356   | 3185   | 3246   |

参照元:INSEE

## 出身者
- ヴィルジル・シュナイデル - 七月王政時代の戦争大臣
- エルネスト・ヴィットマン - 画家・彫刻家。エミール・ガレらとナンシー派に参加した